# Electrónica de consumo

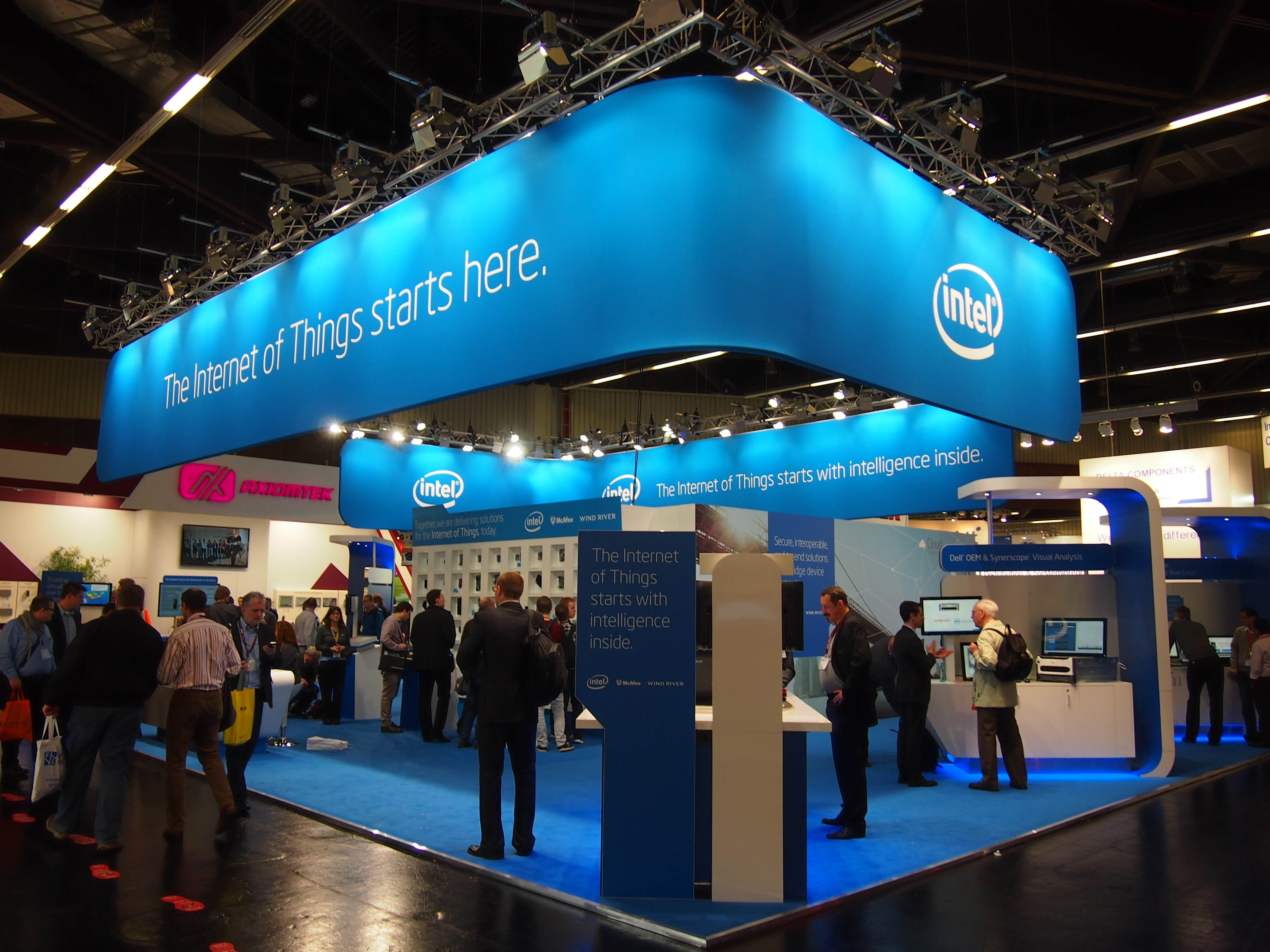
Stand de IoT de Intel Corporation en el Consumer Electronics Show.

La electrónica de consumo engloba todos los equipos electrónicos utilizados cotidianamente y que generalmente se utilizan para el entretenimiento, las comunicaciones y/o la oficina. Dentro de los productos clasificados bajo la categoría de electrónica de consumo se encuentran el computador personal, los teléfonos, los MP3, los equipos de audio, televisores, calculadoras, GPS Sistema de navegación para automóviles, cámaras digitales, reproductores y grabadores de videos, como por ejemplo el DVD, VHS o videocámaras. Algunas de las marcas más conocidas son: Apple, Samsung, Motorola, Alcatel, Huawei, Xiaomi, Panasonic, Toshiba, Canon, Nikon, Fujifilm, LG, TCL, HP, Lenovo, Nokia, Philips, Sony entre otras.
La Consumer Electronics Association (CEA) o Asociación de electrónica de consumo en español, estima que en 2007 se vendieron 150 mil millones de dólares en electrodomésticos.

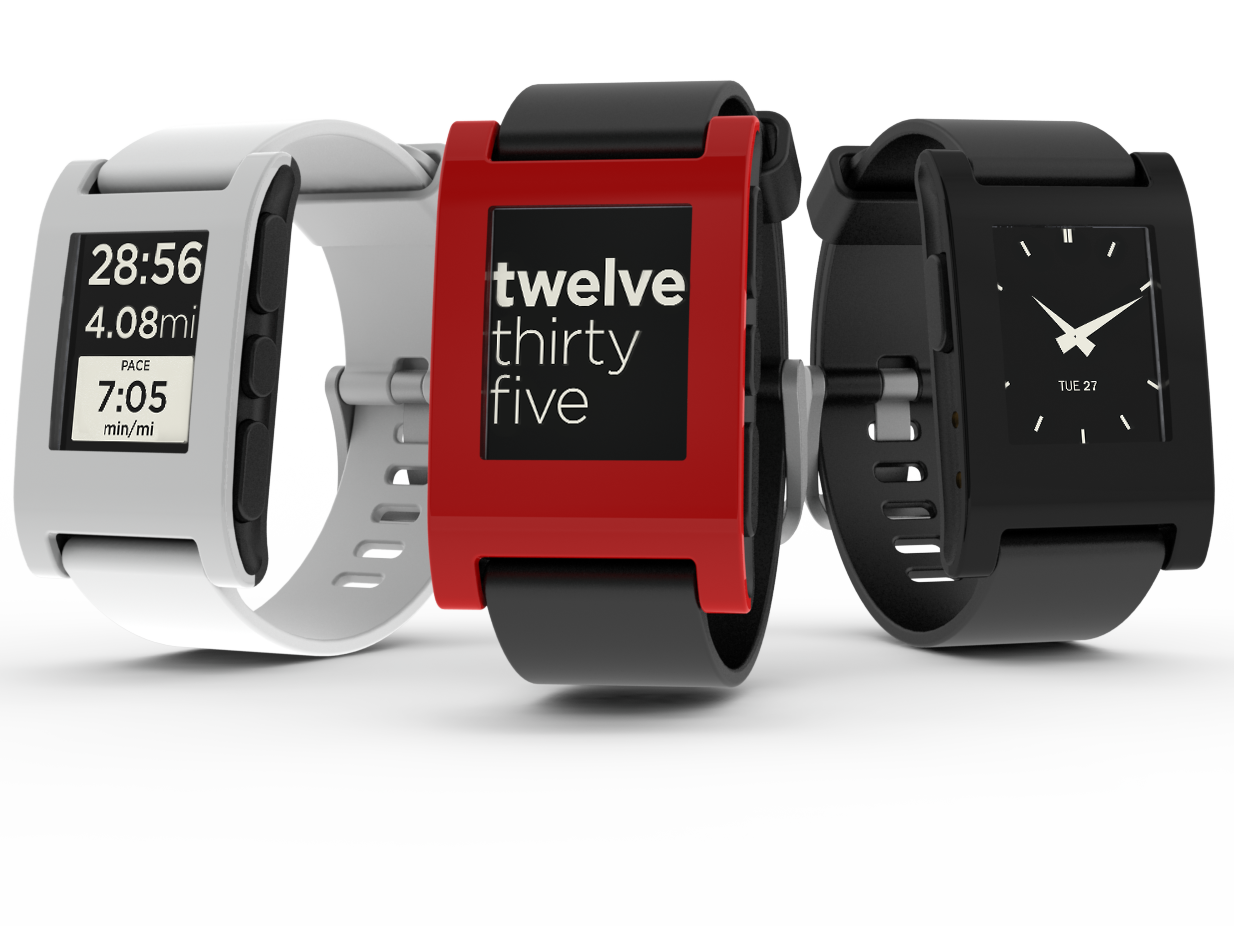
Relojes inteligentes de la marca Pebble.

Si bien la electrónica de consumo se fabrica en todas partes del mundo, existe una alta concentración en Asia Oriental. Cada año, los pioneros de la industria exponen y hablan sobre los más recientes modelos de electrodomésticos durante la Feria internacional de electrónica de consumo, que se lleva a cabo en Las Vegas, Nevada.
Una de las características principales de la electrónica de consumo es que los precios de los productos son cada vez más bajos. Esto se debe a la mejor eficiencia de fabricación, a la Ingeniería automática, a los bajos costos de la mano de obra (pues se ha deslocalizado la fabricación a países con bajos salarios), y a las mejoras en los semiconductores. Los componentes semiconductores benefician de la Ley de Moore, un principio según el cual, por un precio dado, la funcionalidad de un semiconductor se duplica cada 18 meses.

A partir de 2016, algunos de los productos más nuevos que se venden incluyen gafas de realidad virtual, dispositivos con Internet de las cosas (como termostatos y luces controlables por teléfonos inteligentes) relojes inteligentes y pulseras digitales de ejercicio Fitbit.
Mientras que los productos electrónicos de consumo continúan su tendencia a la convergencia, combinando elementos de diversos artículos electrónicos, el consumidor debe tomar varias decisiones antes de comprar sus artículos. Cada vez se hace más necesario actualizar y comparar la información de los productos, para que así, el consumidor pueda adquirirlo en conocimiento de causa. Las variables que más influencian una decisión dependen más del 'estilo y del precio', y no tanto de la 'especificidad y el rendimiento' del producto. Esta convergencia de tecnologías reduce la variedad de artículos que se pueden ofrecer, y aumenta el reconocimiento del fabricante dentro de la empresa. Actualmente vemos un movimiento progresivo hacia el comercio electrónico y las tiendas en Internet.

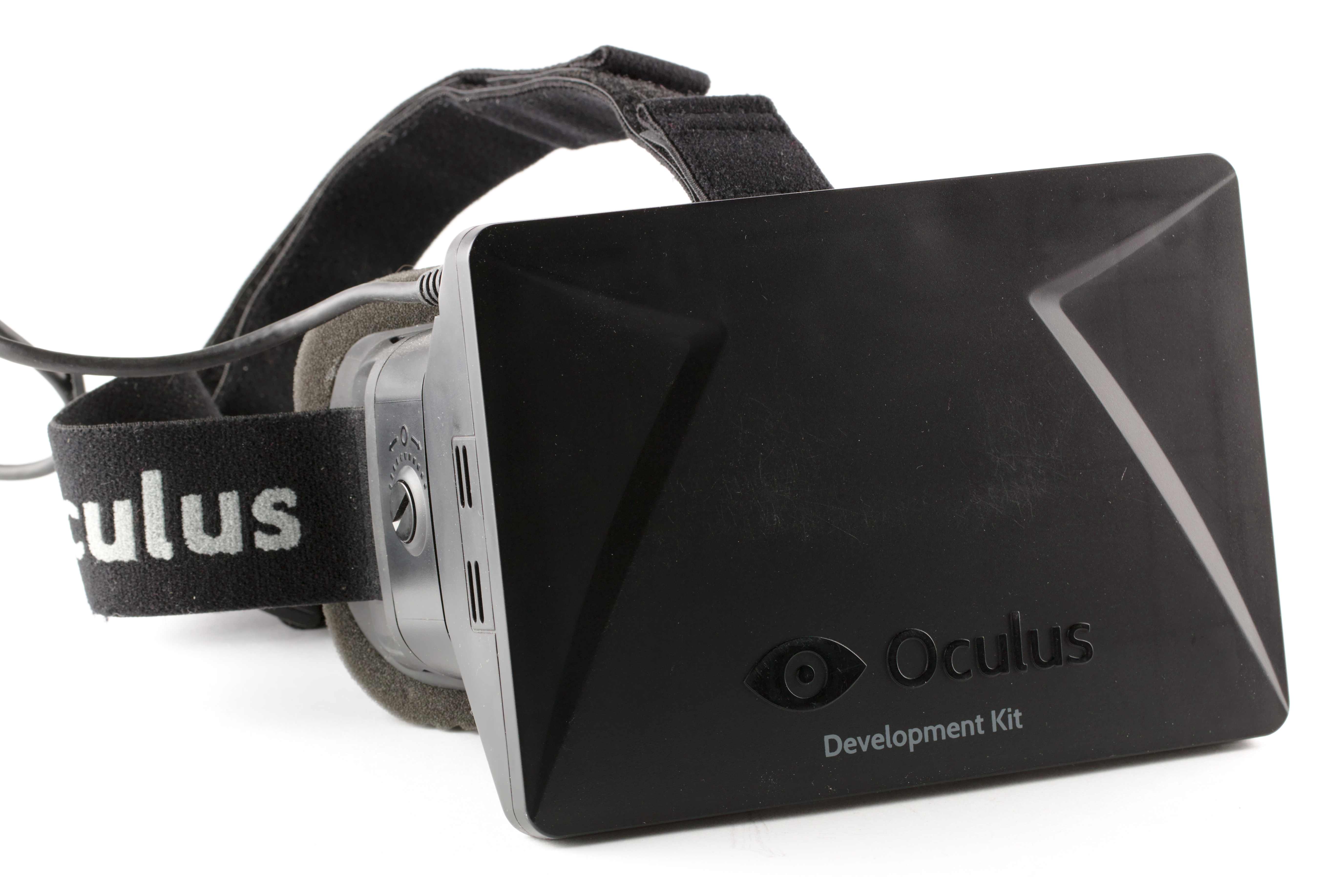
Casco de realidad virtual de la marca Oculus VR.

## El medio ambiente
La gran mayoría de productos de la electrónica de uso tienen una obsolescencia planificada, lo cual se traduce en desechos electrónicos.
Se estima que en 2003, Estados Unidos generó más de 2.8 millones de toneladas de desechos electrónicos y tan sólo el 10% fue recuperado (reutilizado o reciclado).
El stand by o consumo en espera de los aparatos electrónicos corresponde entre el 5 y 10% del consumo de energía de un hogar; lo cual añade aproximadamente $3.000 millonésimas  al consumo energético anual de Estados Unidos. "En un hogar promedio, el 75% qué imaginan cuando el estado proviene los aparatos electrónicos para pagar es de estos están en donde usted se conecta internet y hace el  de la electricidad utilizada, proviene de los aparatos electrónicos apagados."